# Bonin (Adelsgeschlecht)

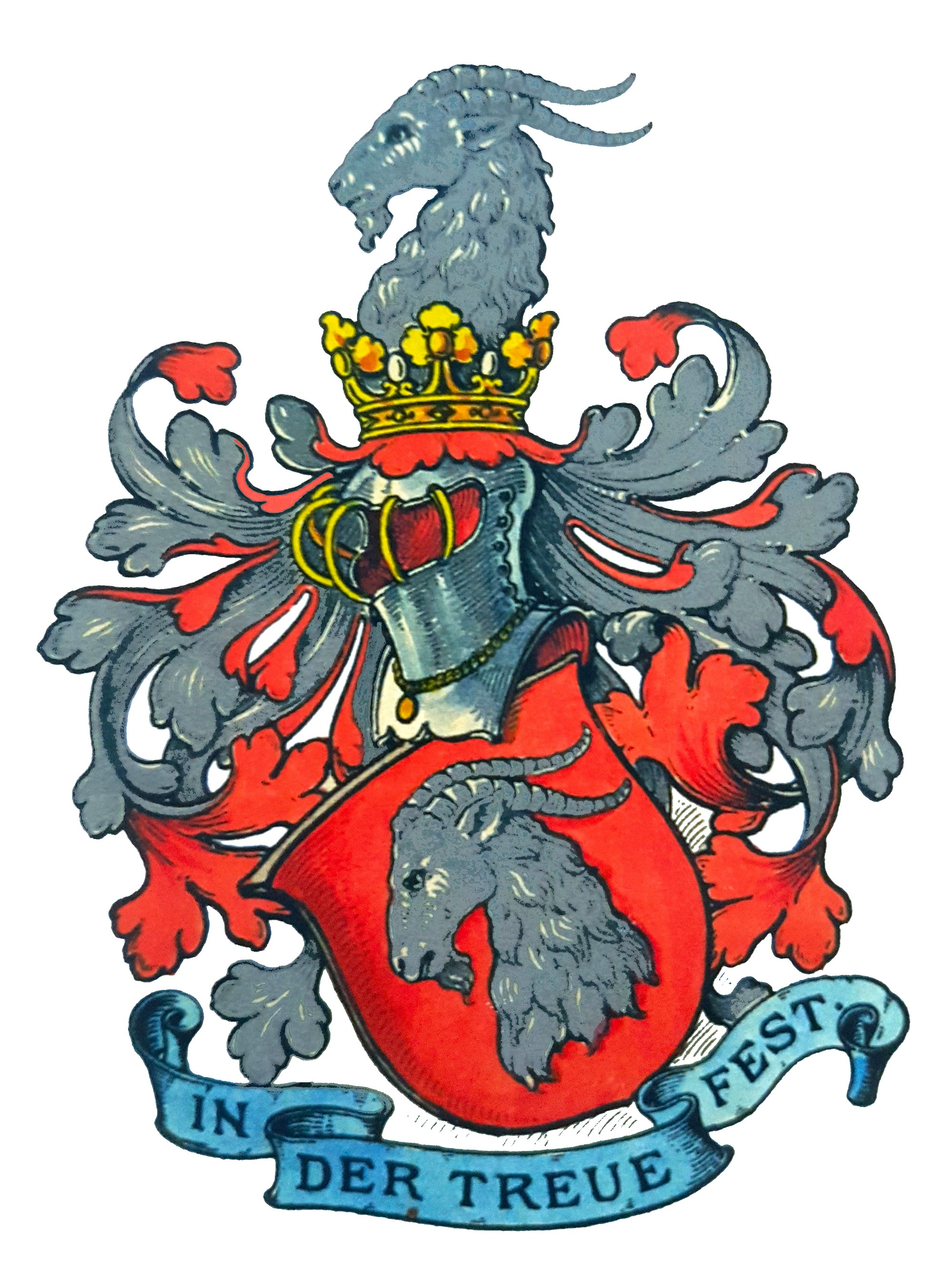
Wappen derer von Bonin

Bonin ist der Name eines alten hinterpommerschen Uradelsgeschlechts mit gleichnamigem Stammhaus im Landkreis Dramburg südlich von Köslin.

## Geschichte
Das Geschlecht erscheint erstmals urkundlich im Jahr 1294 mit miles Thesmarus de Bonin. Die direkte Stammreihe beginnt mit Swantus († um 1356), dem Burgrichter von Belgard und Gutsherrn auf Dubbertech, Naseband und Wogenthin. Unter seinen Söhnen teilt sich die Familie in die beiden bis heute bestehenden Hauptlinien Dubbertech mit Wogenthin und Naseband auf. Eine dritte Linie Gumenz erlischt wohl im 17. Jahrhundert, ist jedenfalls bis heute unerforscht.
Einige Mitglieder der Familie, die die militärische Laufbahn eingeschlagen hatten, machten sich einen Namen als ranghohe Offiziere.
Die Verleihung des Präsentationsrechts für das Preußische Herrenhaus erfolgte am 28. November 1901 in Potsdam (Neues Palais).

## Wappen
In Rot Kopf und Hals eines silbernen Steinbockes. Auf dem Helm mit rot-silbernen Decken das Schildbild. Oftmals ziert der Wappenspruch „In der Treue fest“ das Wappen.
Denselben Wappenschild führen die wohl stammesverwandten von Kameke.

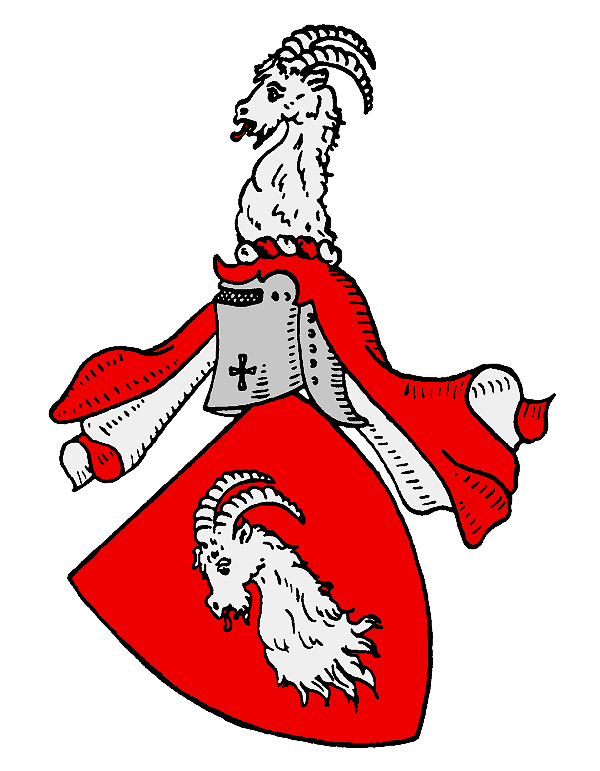
Bonin
Bonin
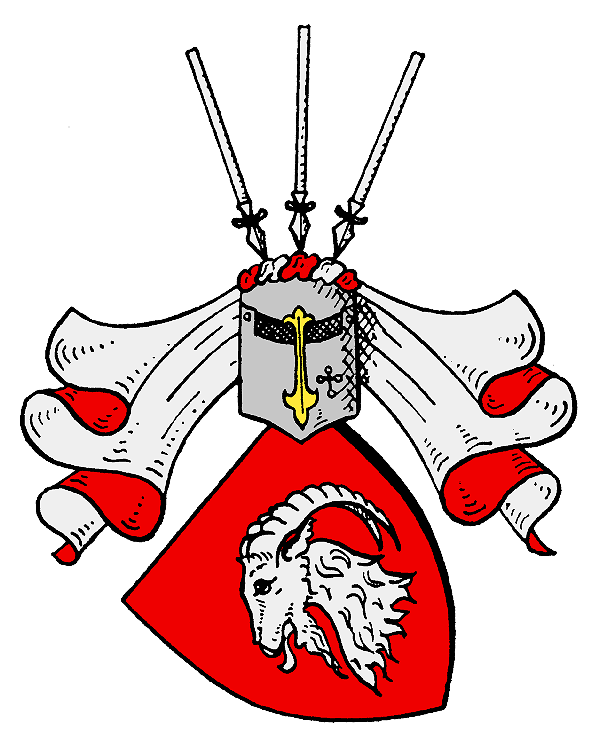
Kameke

## Bekannte Familienmitglieder
- Anton von Bonin († 1633), pommerscher Stiftsvogt und Regierungsrat, Dekan der Kollegiatkirche in Kolberg
- Georg Otto von Bonin (1613–1670), preußischer Staatsmann und deutscher Dichter
- Ulrich Bogislaus von Bonin (1682–1752), deutscher Dichter evangelischer geistlicher Lieder
- Anselm Christoph von Bonin (1685–1755), preußischer Generalleutnant und Kommandeur von Magdeburg
- Kasimir Wedig von Bonin (1691–1752), preußischer Generalleutnant
- George Bogislav von Bonin (1701–1764), preußischer Jurist und Präsident des Hofgerichts Köslin
- Bernd Eckard von Bonin (1702–1771), preußischer Oberst und Chef des Garnisonsregiments Nr. 9
- Otto Wedig von Bonin (1724–1796), preußischer Landrat und Landesdirektor
- Bogislav Ernst von Bonin (1727–1797), preußischer Generalleutnant und Chef eines Infanterieregiments
- George Friedrich Felix von Bonin (1749–1818), preußischer Landrat
- Christian Friedrich von Bonin (1755–1813), Offizier, Hoftheaterintendant, Übersetzer und Komödienautor[3]
- Otto Friedrich Fürchtegott von Bonin (1756–1833), preußischer Landschaftsdirektor
- Ernst Friedrich Otto von Bonin (1761–1822), preußischer Generalleutnant und Inspekteur der Landwehr im Regierungsbezirk Münster
- Gustav Ferdinand Bogislav von Bonin (1773–1837), Major,[4] erhielt 2. Juli 1794[5] den Orden Pour le mérite
- Wilhelm von Bonin (1786–1852), preußischer Verwaltungsbeamter
- Eduard von Bonin (1793–1865), preußischer General der Infanterie und Kriegsminister
- Otto von Bonin (1795–1862), preußischer Generalleutnant und Kommandeur der 3. Kavalleriebrigade
- Gustav von Bonin (1797–1878), preußischer Jurist, Politiker und Alterspräsident des Reichstags
- Theodor von Bonin (1799–1852), preußischer Landrat
- Adolf von Bonin (1803–1872), preußischer General der Infanterie, Generaladjutant des Königs und Präses der General-Ordens-Kommission
- Robert von Bonin (1805–1852), preußischer Hauptmann, Militärhistoriker und Familienforscher
- Wilhelm von Bonin (1824–1885), preußischer Generalleutnant
- Hugo von Bonin (1826–1893), preußischer Rittergutsbesitzer und Mitglied des Preußischen Herrenhauses
- Udo von Bonin (1826–1902), preußischer Generalmajor, Abteilungschef des Servis- und Lazettwesens in Kriegsministerium
- Gisbert von Bonin (1841–1913), sachsen-coburg-gothaischer Staatsminister
- Bogislav von Bonin (1842–1929), preußischer Politiker, Gutsbesitzer
- Gustav von Bonin (General) (1843–1905), preußischer Generalmajor
- Konstantin von Bonin (1843–1914), preußischer Generalmajor
- Eduard von Bonin (1846–1934), Gutsbesitzer und preußischer Politiker
- Hans Fritz von Bonin (1847–1923), preußischer Generalleutnant
- Eckart von Bonin (1854–1928), preußischer Generalmajor
- Eckart von Bonin (1854–1912), Landrat des Kreises Neustettin
- Swantus von Bonin (1855–1919), preußischer Generalmajor
- Anna von Bonin (1856–1933), deutsche Schriftstellerin
- Henning von Bonin (1856–1923), preußischer General der Infanterie
- Joachim von Bonin (1857–1921), deutscher Politiker
- Heinrich von Bonin (1865–1923), preußischer Generalmajor
- Maria von Gneisenau, geb. von Bonin (1873–1926), deutsche Schriftstellerin
- Erich von Bonin (1878–1970), Generalleutnant
- Burkhard von Bonin (1879–1947), deutscher Jurist und Sachautor
- Carl-Lothar von Bonin (1880–1960), preußischer Regierungspräsident
- Elsa von Bonin (1882–1965), Juristin und Schriftstellerin
- Reimar von Bonin (1890–1976), deutscher Konteradmiral, Autor und Übersetzer
- Engelbrecht von Bonin, SS-Hauptsturmführer und Verwaltungsführer im KZ Stutthof, später im KZ Wöbbelin
- Bogislaw von Bonin (1908–1980), deutscher Offizier und Publizist
- Hubertus von Bonin (1911–1943), deutscher Luftwaffenoffizier im Zweiten Weltkrieg
- Wibke von Bonin (* 1936), deutsche Kunsthistorikerin
- Cosima von Bonin (* 1962), deutsche Künstlerin